# Ограниченное ударение
Ограни́ченное ударе́ние — один из двух подтипов связанного ударения наряду с фиксированным. В отличие от фиксированного подтипа ударения, в котором ударный слог имеет единственное постоянное место, отсчитываемое от левого или правого края словоформы, в ограниченном место ударного слога варьируется в определённой зоне локализации в пределах словоформы.
В статье В. А. Виноградова «Ударение» к языкам с ограниченным ударением отнесены моросчитающие языки, которые противопоставлены слогосчитающим языкам (с фиксированным ударением). В таких языках единицей фонологического расстояния, определяющего место ударения, является мора. Например, в латинском языке ударение падает на гласную, которая предшествует море, находящейся перед конечным слогом слова: dī́vido «разделяю» — ударение на 2-й море первого слога (на третьем слоге от конца слога при одноморовости предконечного слога), dīvī́si «разделил» — ударение на 1-й море второго слога (на втором слоге от конца слога при двуморовости этого слога). Схожий тип ударения выступает в древнегреческом языке, в котором расстояние между ударной морой и конечной морой не может превышать один слог.
В широком смысле к ограниченному подтипу ударения можно отнести также такие системы ударения, в которых место ударного слога в словоформе можно предсказать по таким фонологическим признакам, как качество гласного, тип (структура) слога, тон слога и т. д. К подобным акцентологическим системам относят:
- учитывающие качество гласного при счёте слогов, например, мокша-мордовский язык, в котором гласный o всегда ударный, гласные u, i, ə всегда безударные в непервом слоге и т. д.;
- учитывающие тип слога при счёте слогов, например, испанский язык с преобладающим парокситоническим ударением в словоформах с исходом на гласную или на согласные -n, -s и с окситоническим ударением в словоформах, оканчивающихся на все согласные, кроме -n, -s; или магрибские диалекты арабского языка, в которых ударение ставится на конечном слоге, если он вдвойне закрытый, и на втором слоге от конца слова, если конечный слог открытый или просто закрытый;
- учитывающие тон слога в языках с сочетанием ударения и слоговых тонов, в частности, ударение ставится на первый высокотоновый слог в тубу, канури, канембу, хауса, йоруба, бамбара и других африканских языках, а в трансновогвинейском языке усаруфа[англ.] сформирована более сложная система ударения, в которой в словах только с низкотоновыми слогами ударение ставится на последнем слоге, в словах только с высокотоновыми или и с теми и другими слогами ударение ставится на первый слог платформы высокотоновых слогов, но если слово начинается с платформы высокотоновых слогов и заканчивается низкотоновым, то ударение падает на последний высокотоновый слог.

По мнению В. А. Дыбо, разновидности ограниченного ударения возникают в результате деформации фиксированного ударения в узком смысле (слогосчитающего), при котором к основному правилу фиксации ударного слова добавляются дополнительные фонологические факторы — структура, количество или качество слога. В дальнейшем такие акцентологические системы могут трансформироваться в системы со свободным ударением. Например, такой процесс произошёл при формировании современных романских языков со свободным ударением из латинского с ограниченным ударением.